# Manuel de Salazar y Vicuña
Manuel de Salazar y Vicuña, Ayesta y Ureta fue un político y terrateniente peruano. Reconocido como prócer de la Independencia de su patria, ejerció altos cargos de gobierno y legislativos. 

## Biografía
Sus padres fueron Bernabé de Salazar y Ayesta Cuervo, descendiente de un hermano del I Conde de Monteblanco, y Ángela de Vicuña y Ureta. Propietario de una hacienda en el valle de Huaura, a la llegada de la Expedición Libertadora de San Martín, fue reconocido como teniente coronel, y por lo tanto comandante en jefe del Regimiento de Caballería Cívica de Huaura y Huacho (1822). Elegido diputado por Huaylas, participó en las tareas del Congreso Constituyente de 1822, donde integró al Comisión de Guerra y propuso un proyecto de ley sobre minería.
Durante la dictadura bolivariana, fue elegido alcalde constitucional de Lima (julio de 1825), cargo del cual obtuvo licencia mientras desempeñaba la prefectura del departamento (setiembre a diciembre de 1825), además de ser distinguido con la medalla cívica que el Congreso le otorgó con el busto del Libertador. En representación de la provincia de Lima, fue uno de los sesenta y cinco diputados electos en 1825 por la Corte Suprema y convocados para aprobar la Constitución Vitalicia del dictador Simón Bolívar. Sin embargo, a pesar de que dicho congreso estuvo convocado, el mismo decidió no asumir ningún tipo de atribuciones y no llegó a entrar en funciones.

## Descendencia
Contrajo matrimonio con la limeña Isabel Gutiérrez de Quintanilla y de los Ríos, su sobrina segunda, con quien tuvo a:
1. Mariano de Salazar y Gutiérrez de Quintanilla, casado con Josefa de Arriz y Estella, hermana del firmante del Acta de Independencia José de Arriz, con sucesión.
2. María Juana de Salazar y Gutiérrez de Quintanilla, casada con Francisco de las Casas y del Ribero, en cuya descendencia han recaído el Marquesado de Guadacorte y los derechos del Marquesado de Villahermosa de San José.